# Galeodes agilis
Espèce
Galeodes agilis est une espèce de solifuges de la famille des Galeodidae.

## Distribution
Cette espèce est endémique d'Inde.

## Description
Le mâle holotype mesure 44 mm.
Les mâles décrits par Roewer en 1934 mesurent de 40 à 45 mm et la femelle 44 mm.

## Publication originale
- Pocock, 1895 : On the species of Galeodidae inhabiting India and Ceylon. Journal of the Bombay Natural History Society, vol. 9, p. 438–452 (texte intégral).